# Селайна (Канзас)
Саліна /səˈlaɪnə/ - місто та окружний центр округу Салайн, штат Канзас, США[1]. Станом на перепис 2020 року населення становило 46 889 осіб[4][5].
На початку 1800-х років землі племені Канза простягалися на схід від середини території Канзасу. У 1858 році поселенці з Лоуренса заснували компанію "Саліна Таун Компані" з обозом, перебуваючи під постійною загрозою нападів племен Високих Рівнин із заходу. Місто було назване на честь солоної річки Саліна. Незабаром навколо цього містечка було організовано округ Салайн, а в 1870 році Саліна стала містом.
Як найзахідніше місто на стежці Смокі Хілл, Саліна процвітала до Громадянської війни, ставши торговим пунктом для іммігрантів, що прямували на захід, золотошукачів, які прямували до Пайкс Пік, та місцевих індіанських племен. Знову почався бум у 1940-1950-х роках, коли був побудований військовий аеродром Смокі Хілл для стратегічних бомбардувальників часів Другої світової війни.
Зараз це мікрополіс і регіональний торговий центр північно-центрального Канзасу. Серед вищих навчальних закладів - Технологічний та авіаційний коледж Канзаського університету та Канзаський Веслеянський університет; серед роботодавців - Tony's Pizza, Exide Battery, Great Plains Manufacturing та Asurion.

## Географія
Селайна розташована за координатами 38°48′50″ пн. ш. 97°36′52″ зх. д. / 38.81389° пн. ш. 97.61444° зх. д. (38.814003, -97.614463).  За даними Бюро перепису населення США в 2010 році місто мало площу 65,15 км², з яких 65,04 км² — суходіл та 0,11 км² — водойми.

### Клімат
| Клімат : Селайна | Клімат : Селайна | Клімат : Селайна | Клімат : Селайна | Клімат : Селайна | Клімат : Селайна | Клімат : Селайна | Клімат : Селайна | Клімат : Селайна | Клімат : Селайна | Клімат : Селайна | Клімат : Селайна | Клімат : Селайна | Клімат : Селайна |
| Показник | Січ.             | Лют.             | Бер.             | Квіт.            | Трав.            | Черв.            | Лип.             | Серп.            | Вер.             | Жовт.            | Лист.            | Груд.            | Рік              |
| Абсолютний максимум, °C | 25,6             | 28,9             | 35,6             | 40,6             | 41,1             | 45,6             | 46,7             | 47,2             | 43,3             | 37,8             | 31,7             | 27,2             | 47,2             |
| Середній максимум, °C | 5,3              | 8,1              | 13,9             | 19,5             | 24,7             | 30,7             | 33,9             | 32,8             | 27,7             | 20,6             | 12,7             | 5,8              | 19,7             |
| Середня температура, °C | −0,6             | 1,9              | 7,4              | 12,9             | 18,5             | 24,2             | 27,3             | 26,4             | 21,2             | 14,2             | 6,6              | 0,2              | 13,4             |
| Середній мінімум, °C | −6,4             | −4,1             | 1,1              | 6,2              | 12,2             | 17,8             | 20,7             | 20,1             | 14,7             | 7,8              | 0,5              | −5,4             | 7,1              |
| Абсолютний мінімум, °C | −33,3            | −35              | −23,9            | −15              | −7,2             | 3,3              | 7,8              | 5,6              | −2,2             | −10              | −20,6            | −31,1            | −35              |
| Норма опадів, мм | 18               | 26               | 61               | 76               | 121              | 108              | 104              | 86               | 64               | 59               | 32               | 23               | 778              |
| Днів з опадами | 5,2              | 5,2              | 7,6              | 8,5              | 10,6             | 9,6              | 7,9              | 7,7              | 6,9              | 6,4              | 5,3              | 5,3              | 86,1             |
| Днів зі снігом | 3,1              | 1,8              | 1,0              | 0,3              | 0,0              | 0,0              | 0,0              | 0,0              | 0,0              | 0,2              | 0,7              | 2,0              | 9,1              |
| Вологість повітря, % | 69               | 63               | 67               | 65               | 71               | 62               | 59               | 61               | 50               | 56               | 66               | 73               | 64               |
| --- | ---------------- | ---------------- | ---------------- | ---------------- | ---------------- | ---------------- | ---------------- | ---------------- | ---------------- | ---------------- | ---------------- | ---------------- | ---------------- |
| Джерело: National Weather Service: Temperature averages (1981-2010), Records (1888-present), precipitation averages and days (1981-2010), snowfall averages and days (1966-1995); Weatherbase: Humidity |                  |                  |                  |                  |                  |                  |                  |                  |                  |                  |                  |                  |                  |

## Демографія
Згідно з переписом 2010 року, у місті мешкало 47 707 осіб у 19 391 домогосподарстві у складі 12 024 родин. Густота населення становила 732 особи/км².  Було 20803 помешкання (319/км²).
Расовий склад населення:
| - 86,2 % — білих - 3,7 % — чорних або афроамериканців - 2,3 % — азіатів - 0,5 % — корінних американців - 0,1 % — вихідців з тихоокеанських островів - 3,8 % — осіб інших рас |

До двох чи більше рас належало 3,3 %. Частка іспаномовних становила 10,7 % від усіх жителів.
За віковим діапазоном населення розподілялося таким чином: 25,1 % — особи молодші 18 років, 60,6 % — особи у віці 18—64 років, 14,3 % — особи у віці 65 років та старші. Медіана віку мешканця становила 36,4 року. На 100 осіб жіночої статі у місті припадало 97,6 чоловіків;  на 100 жінок у віці від 18 років та старших — 94,5 чоловіків також старших 18 років.
Середній дохід на одне домашнє господарство  становив 58 751 долар США (медіана — 44 710), а середній дохід на одну сім'ю — 70 415 доларів (медіана — 56 916). Медіана доходів становила 37 728 доларів для чоловіків та 31 213 долари для жінок. За межею бідності перебувало 17,7 % осіб, у тому числі 28,5 % дітей у віці до 18 років та 6,3 % осіб у віці 65 років та старших.
Цивільне працевлаштоване населення становило 24 056 осіб. Основні галузі зайнятості: освіта, охорона здоров'я та соціальна допомога — 22,4 %, виробництво — 20,6 %, роздрібна торгівля — 12,3 %, мистецтво, розваги та відпочинок — 9,7 %.